# Ḥummuṣ bil-laḥm
El ḥummuṣ bil-laḥm (en árabe: حُمُّصٌ بِاللَّحْمِ‎, lit. ‘garbanzos con carne’) es un plato árabe que consiste en ḥummuṣ (una pasta o puré espeso de garbanzos) servido con carne picada en el centro del plato. Se condimenta con comino, canela o cardamomo, sal y pimienta, y a menudo se sirve con perejil fresco picado y piñones o almendras laminadas previamente tostados. Se sirve como mezze o muqabbilat, siempre acompañado de pan árabe, el cual se usa como «cubierto» del plato. En vez de carne picada, a veces se usa carne cortada en pequeños cubos o dados.
Mientras que la receta más sencilla de ḥummuṣ se conoce a nivel internacional, el ḥummuṣ bil-laḥm es únicamente popular en Oriente Medio, concretamente en los cuatro países levantinos, Siria, Líbano, Jordania y Palestina. El ḥummuṣ bil-laḥm se suele servir en la zahora y el iftar del mes de Ramadán.

## Variantes
- Ḥummuṣ bil-qawārma (حُمُّصْ بِالْقَوَارْمَة, también pronunciado bil-awārma), siendo el qawārma un tipo de carne confitada en su propia grasa. Se trata de un método tradicional de conservación de la carne, generalmente de cornero, que se trocea y se cocina a fuego lento en su propio sebo con pimienta, laurel y otras especias. Después se guarda en frascos cubierto completamente por la grasa, la cual se acaba solidificando.[5]